# Андрес, Эрни
Эрнест Генри «Эрни» Андрес (англ. Ernest Henry "Ernie" Andres; 11 января 1918, Джефферсонвилл, штат Индиана, США — 19 сентября 2008, Брейдентон, штат Флорида, США) — американский профессиональный баскетболист, бейсболист и тренер, завершивший карьеру.

## Ранние годы
Эрни Андрес родился 11 января 1918 года в городе Джефферсонвилл (штат Индиана), учился там же в одноимённой школе, в которой выступал за местную баскетбольную и бейсбольную команды.

## Студенческая карьера
В 1939 году окончил Индианский университет, где в течение двух лет играл за команду «Индиана Хузерс», в которой провёл успешную карьеру. При Андресе «Хузерс» ни разу не выигрывали ни регулярный чемпионат, ни турнир конференции Big Ten, а также ни разу не выходили в плей-офф студенческого чемпионата США. В своём последнем сезоне в составе «Хузерс» Андрес стал лучшим снайпером команды, за что по его итогам был включён в 1-ю всеамериканскую сборную NCAA. Кроме того, Эрни в течение двух лет играл за бейсбольную команду «Индиана Хузерс», но без особого успеха. В 1974 году (по другим данным в 1975 году) он был включён в Баскетбольный Зал Славы Индианы, а в 1999 году — в Бейсбольный Зал Славы Индианы.

## Баскетбольная карьера
Играл на позиции атакующего защитника и лёгкого форварда. В 1939 году Эрни Андрес заключил соглашение с командой «Индианаполис Каутскис», выступавшей в Национальной баскетбольной лиге (НБЛ), в которой провёл всю свою профессиональную баскетбольную карьеру. Всего в НБЛ провёл четыре неполных сезона. Один раз включался во 2-ю сборную всех звёзд НБЛ (1940). Всего за карьеру в НБЛ Андрес сыграл 121 игру, в которых набрал 945 очков (в среднем 7,8 за игру). Помимо этого Андрес в составе «Каутскис» один раз участвовал во Всемирном профессиональном баскетбольном турнире, став его победителем в 1947 году.
В 1947 году Эрни Андрес в течение короткого промежутка времени был играющим тренером «Индианаполис Каутскис». Уже после завершения профессиональной карьеры игрока устроился на должность ассистента главного тренера в родную команду «Индиана Хузерс», где на протяжении девяти сезонов работал под руководством члена Зала славы баскетбола Бранча Маккракена, вместе с которым привёл «Хузерс» ко второму в истории команды чемпионскому титулу Национальной ассоциации студенческого спорта (NCAA).

## Бейсбольная карьера
В 1946 году, параллельно баскетбольной карьере, Андрес выступал в главной лиге бейсбола, проведя 15 матчей в составе «Бостон Ред Сокс». Он играл на позиции игрока третьей базы, имея в своём активе процент отбивания в среднем за игру 9,8 %. Кроме того, он два сезона (1940—1941, 1946—1947) играл в Американской ассоциации (АА) за команды «Луисвилл Колонелс» и «Миннеаполис Миллерс», процент отбивания в среднем за игру в АА превышал 29 %, к тому же Эрни 184 раза отбил мяч, сделав 28 хоум-ранов. После завершения игровой карьеры Эрни Андрес в течение 26 сезонов (1948—1973) тренировал родную команду «Индиана Хузерс», с которой одержал 388 побед в NCAA.

## Смерть
Его спортивная карьера была прервана на четыре года (1942—1945) Второй мировой войной, во время которой он служил в Военно-морских силах США на Тихоокеанском театре военных действий. Эрни Андрес умер в пятницу, 19 сентября 2008 года, на 91-м году жизни в городе Брейдентон (штат Флорида).